# Scouse brow

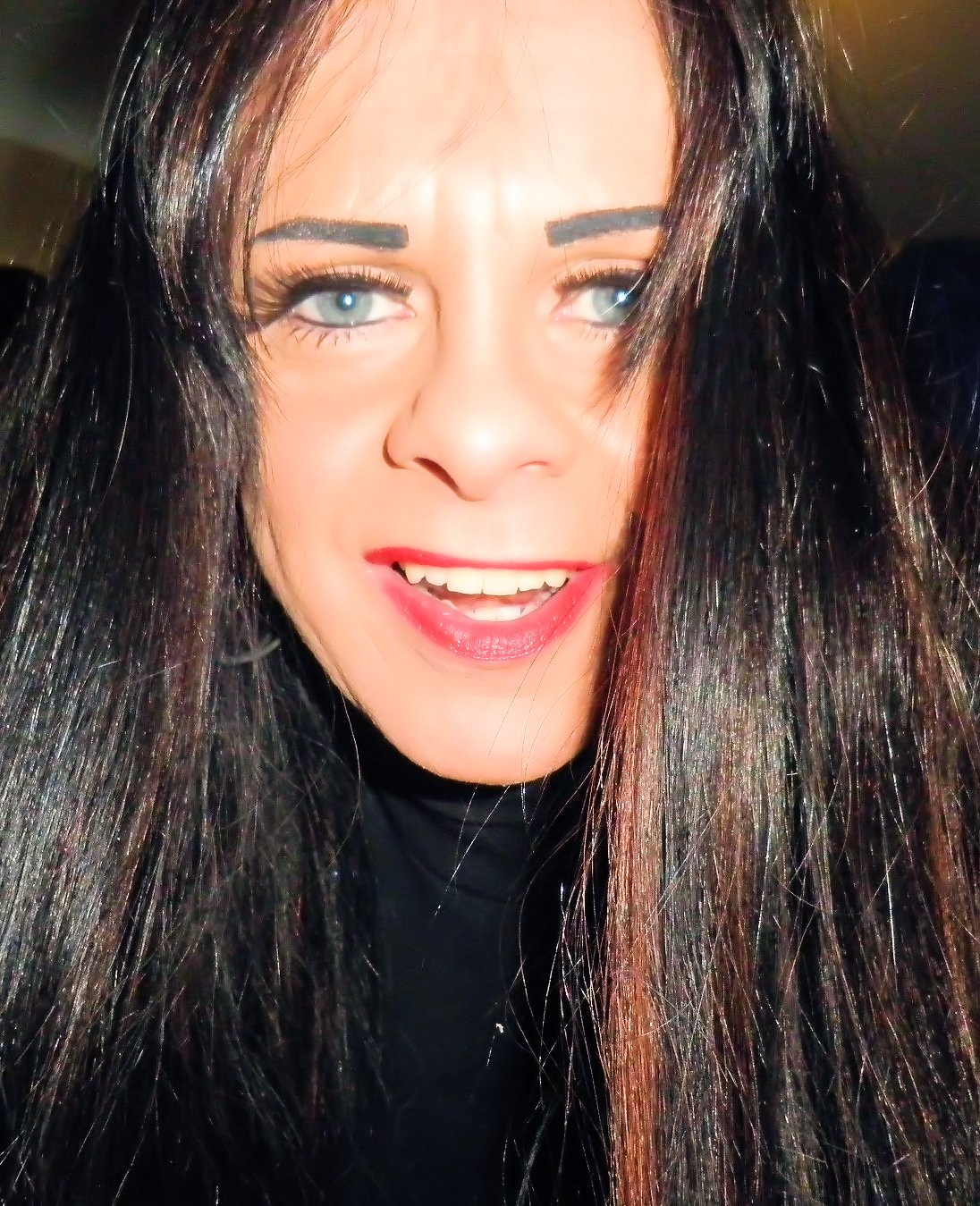
Iemand met een Scouse brow

De Scouse brow is een modeverschijnsel waarbij de wenkbrauwen met make-up dik en geaccentueerd opgebracht worden, en waarbij het begin van de wenkbrauw bij de neusbrug zeer hoekig aangezet wordt.

## Oorsprong
De term geeft al wat inzicht over de herkomst, Scouser is de bijnaam voor de inwoners van Liverpool, en brow staat hier voor wenkbrauw. In het algemeen wordt gesteld dat de stijl rond 2009 bekendheid kreeg in het Verenigd Koninkrijk door de realitysoap Desperate Scousewives waarin het sterretje Jodie Lundstram opgang maakte met deze stijl. De Scouse brow werd al snel overgenomen door andere celebrities uit het B-segment, maar kreeg pas echte bekendheid toen Kate Middleton met deze look verscheen.

## Procedure
De Scouse brow wordt meestens bewerkstelligd door de wenkbrauwen bijzonder kort te epileren, en vervolgens deze, al dan niet met behulp van een wenkbrauwsjabloon deze opnieuw in te tekenen met behulp van wenkbrauwpoeder, waarvoor soms ook ogenschaduw gebruikt wordt. De belijning wordt vervolgens met een oogpotlood nog extra aangezet, waarbij de hoeken geaccentueerd worden. Het geheel kan vervolgens met wenkbrauwgel bestendigd worden.